# Austerity 0-6-0ST
Austerity 0-6-0ST – tendrzak produkowany przez brytyjskie zakłady Hunslet Engine Company w latach 1943–1964. Stał się podstawową brytyjską lokomotywą manewrową w trakcie i po II wojnie światowej do momentu zastąpienia przez lokomotywy spalinowe.

## Historia
W 1942 roku brytyjskie dowództwo zaczęło sobie zdawać sprawę, że sukces planowanej inwazji na zajętą przez hitlerowców Europę w dużej mierze opierać się będzie na efektywności transportu setek tysięcy ton zaopatrzenia. W związku z tym wstrzymana na potrzeby przemysłu wojennego produkcja lokomotyw uzyskała pozycję nadrzędną.
We wrześniu 1943 roku pismo „Railway Magazine” ogłosiło, iż „Ministerstwo Zaopatrzenia złożyło u przedsiębiorstw produkujących parowozy zamówienia na lokomotywy manewrowe ze zbiornikiem siodlastym o układzie osi C, których projekt będzie bazować na lokomotywach produkowanych przez jedną ze znanych firm”. Firmą tą była założona w 1854 roku Hunslet Engine Company z siedzibą Leeds, a ich podstawowym modelem manewrowym była klasa 50550.
Początkowo ministerstwo skłaniało się ku wykorzystaniu używanych przez LMS fowlerów 3F 0-6-0T, jednak prezes Hunsletu Edgar Alcock przekonał urzędników do modelu 50550 argumentując, iż oparty na prostszym projekcie parowóz o mniejszym rozstawie osi i zbiornikach siodlastych będzie łatwiejszy w produkcji i bardziej wszechstronny. Jednym z warunków, jakie spełnić miały zamówione maszyny była zdolność do przynajmniej 2-letniej, intensywnej pracy niezależnie od stanu torowiska. Dodatkowo, zdolność ruszenia ładunku 1000-1100 ton po poziomym torze, 550 t na wzniesieniu 1-procentowym i 300 t na 2-procentowym.

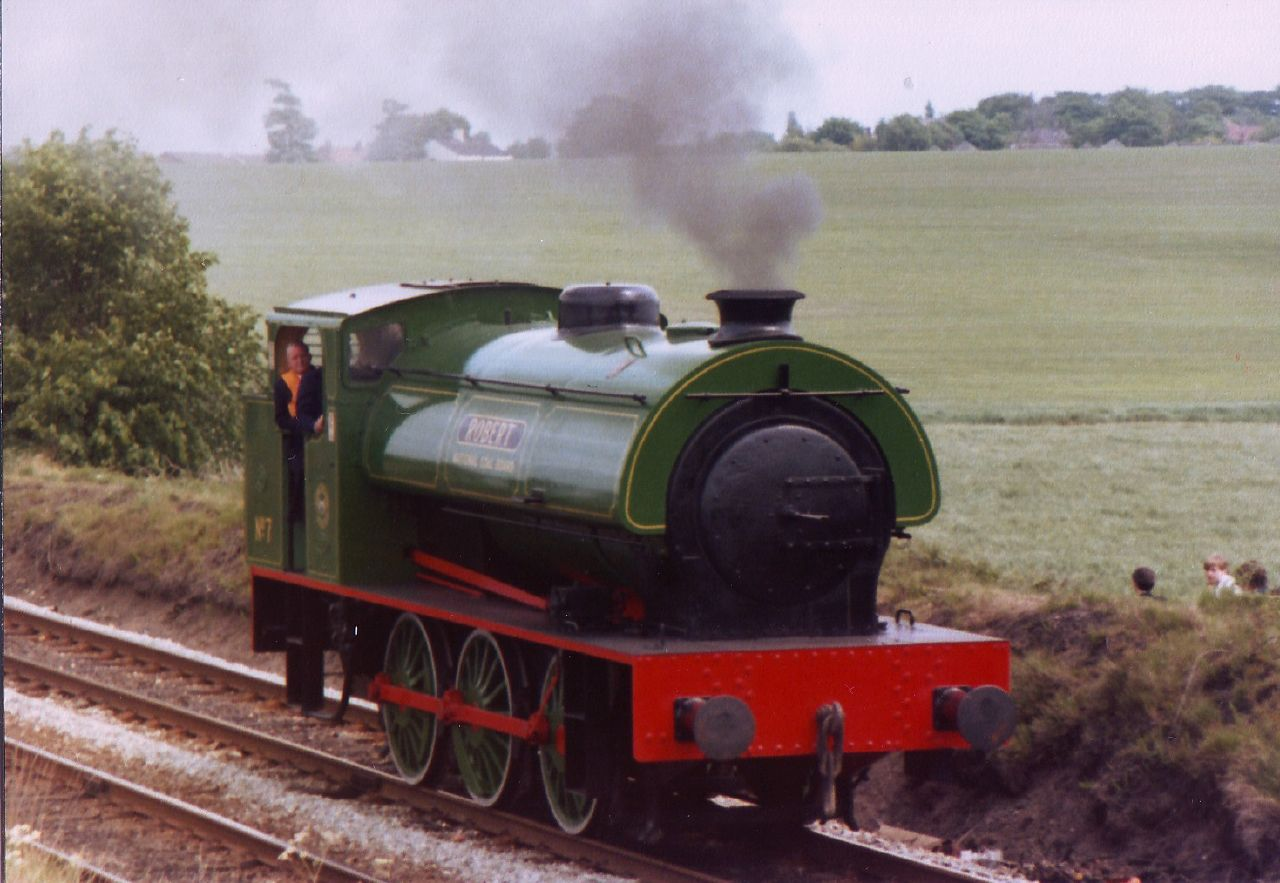
„Austerity” jako prywatna lokomotywa przetokowa

1 stycznia 1943 roku z taśm fabrycznych zjechała pierwsza (numer 2849) lokomotywa nowego typu ochrzczona – być może niefortunnie – Austerity (pl. „prostota”, „surowość”); przez kolejne trzy lata wyprodukowano ich jeszcze 149, lecz nie wszystkie w fabryce-matce. Inne parowozownie rozpoczęły produkcję opierając się na projektach Hunsleta – wśród nich znalazły się Andrew Barclay, W. G. Bagnall, Hudswell Clarke, Robert Stephenson & Hawthorns, Vulcan Foundry. W 1954 roku Yorkshire Engine Company rozpoczęło budowę kolejnych sztuk, ale cytując przedstawicieli Hunsleta „mogli budować wedle projektu «Austerity» jednakże nie mamy żadnego potwierdzenia tego faktu” – zewnętrznie prawie identyczne, aczkolwiek różniące się rdzeniem kół oraz owalnymi zderzakami.
W późniejszych latach wytwórnie dokonywały różnych modyfikacji – dodawano dodatkową parę schodków do budki maszynisty, wycinano otwór w jej dachu, wmontowywano elektryczne oświetlenie, czy „walkie-talkie”.
W 1943 roku brytyjski Departament Wojenny (WD) wypożyczył jeden z dwóch nowo wyprodukowanych modeli kolejom LMS, które zaklasyfikowały jego moc jako „3F”, reszta trafiła do Ministerstwa Paliwa i Mocy. Początkowo lokomotywy malowane były na kolor khaki i oznaczane mierzącymi 50 mm żółtymi numerami (numery WD zaczynały się od 5000). Późniejsze egzemplarze malowano na ciemnozielono z numerami o wielkości 152 mm; aby odróżnić je od lokomotyw linii głównych do numerów trakcyjnych dodawano liczbę 70 000.
Pierwsze modele które w 1943 roku trafiły do Longmoor Military Railway miały problemy z przegrzewaczem, ale szybko poradzono sobie z tym czyniąc niewielkie modyfikacje. Niektóre lokomotywy przesłane do Longmoor Military Railway oraz Shropshire and Montgomeryshire Railway (linii zarządzanej przez WD) wyposażono w wyrzutniki próżniowe hamulców, dzięki którym mogły obsługiwać linie pasażerskie, zaś inne w hamulce zespolone Westinghouse'a. Linia Longmoor używała nawet eksperymentalnego egzemplarza zasilanego olejem opałowym. Niebawem „Austerity” pracowały w obozach wojskowych i placówkach rządowych na terenie całego kraju.

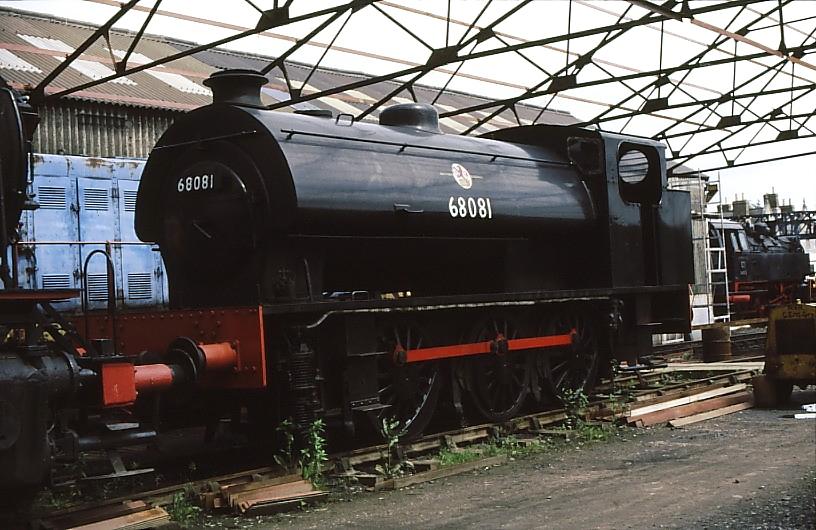
J94 nr 68081 Wansford

Po zakończeniu działań wojennych wiele parowozów „Austerity” znajdowało się w całej Europie; część – jako nadwyżka zamówień departamentu – została wystawiona na sprzedaż. 27 sztuk prawie natychmiast wypożyczono do Nederlandse Spoorwegen (NS zakupiło je ostatecznie  w 1947 roku), 11 sztuk do Holenderskich Kopalń Państwowych (nider. Nederlandse Staatsmijen); 2 z tych 11 powróciło potem do Departamentu Wojennego. Część trafiła do lekkich i przemysłowych kolei we Francji, a 6 do francuskich Kolei Tunezyjskich. W 1946 London and North Eastern Railway (LNER) zakupiło 75 sztuk i używało ich pod nazwą „J94”. Po włączeniu LNER do British Railways parowozy przeklasyfikowano na „4F”.
Największa partia trafiła do National Coal Board, która zaadaptowała je jako podstawowe lokomotywy manewrowe w kopalniach węgla w Anglii, Szkocji i Walii; do 1964 roku zamawiane były kolejne partie, mimo że w niektórych okręgach przechodzono z pary na silniki dieslowskie. Departament Wojenny pozostawił dla swojego użytku 90 sztuk numerowanych od 100 do 189. W 1952 roku zamówił kolejne egzemplarze.
Na początku lat 60. Argentyńczyk Livio Dante Porta inżynier-specjalista do spraw lokomotyw parowych, został wynajęty przez zarząd Hunsletu do wprowadzania modyfikacji mających na celu dostosowanie ich do przepisów dotyczących emisji dymu. Opatentowany przez Portę i stosowany w Argentynie system spalania z użyciem czadnicy został po raz pierwszy użyty w Europie właśnie w hunsletowskich „Austerity”. Inne egzemplarze wyposażano w tzw. „ejektor Giesla” wzmagający efektywność spalania. Mimo tego nieubłaganie nadchodził czas lokomotyw spalinowych.

## Konstrukcja
Podstawą konstrukcyjną dla „Austerity” był zaprojektowany w 1941 roku model 50550. Zewnętrznie nowy parowóz bardzo przypominał starszego o dwa lata kuzyna, z drobnymi modyfikacjami linii budki maszynisty i skrzyni węglowej – okap tej pierwszej został zaokrąglony, zaś skrzynię wydłużono poza sztaby tylnego zderzaka; ta ostatnia modyfikacja pozwoliła na zwiększenie ładowności o ponad 250 kg węgla. Prócz tego zastosowano szereg modyfikacji wpływających na pracę lokomotywy – średnica kół napędowych wzrosła z 1220 mm do 1295 mm (przy zachowanym rozstawie osi skrajnych 3,35 m), a ich rdzenie wykonano z żeliwa; stalowe rury ogniowe wymieniono na mosiężne, zaś wiązary z białego metalu na fosfobrązowe. 
Nowa lokomotywa była cięższa o prawie 2 tony (48,2 t) w stosunku do oryginału (tj. klasy 48150), a mimo to jej siła pociągowa spadła z 116,90 kN poprzednika do 106,18 kN. Ciśnienie w kotle zasilanym zbiornikami siodlastymi pozostało na tym samym poziomie 1,17 MPa (170 psi). Prócz tego wszystkie koła wyposażono w hamulce pneumatyczne, które obsługiwać można było z obu stron budki oraz stawidła typu „stephensonowskiego” wychodzące z tłoków o wymiarach 487x660 mm.